# Punktsköldlav
Punktsköldlav (Punctelia subrudecta) är en lavart som först beskrevs av William Nylander och som fick sitt nu gällande namn av Hildur Krog. 
Punktsköldlav ingår i släktet Punctelia och familjen Parmeliaceae. Arten är reproducerande i Sverige. Inga underarter finns listade i Catalogue of Life.

## Källor

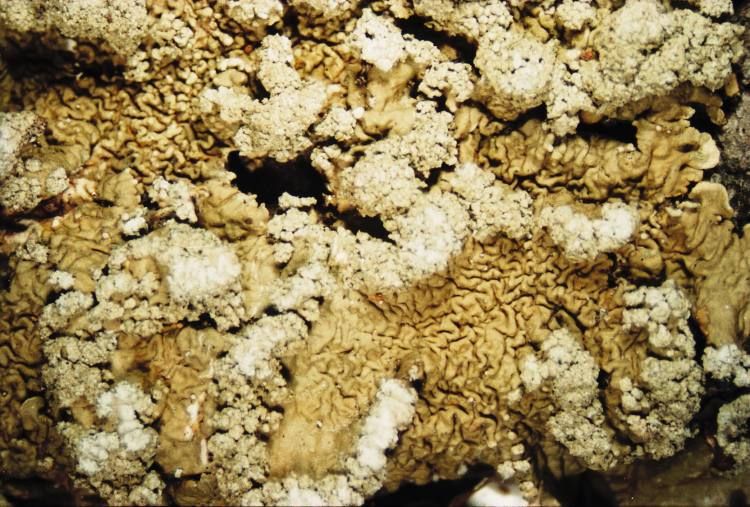
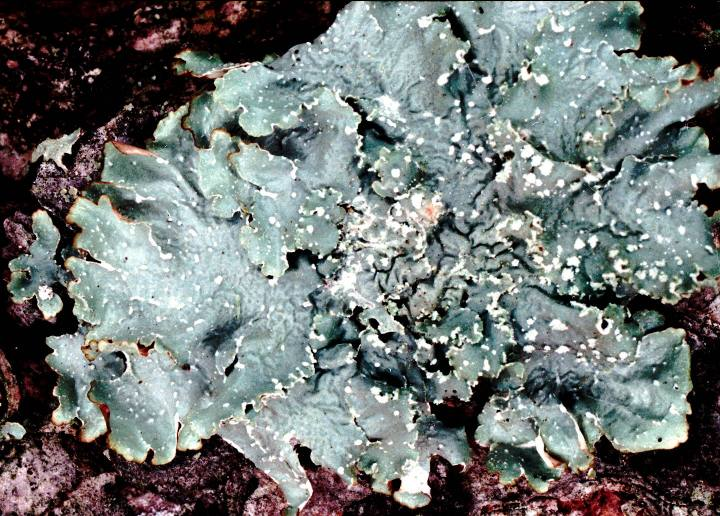
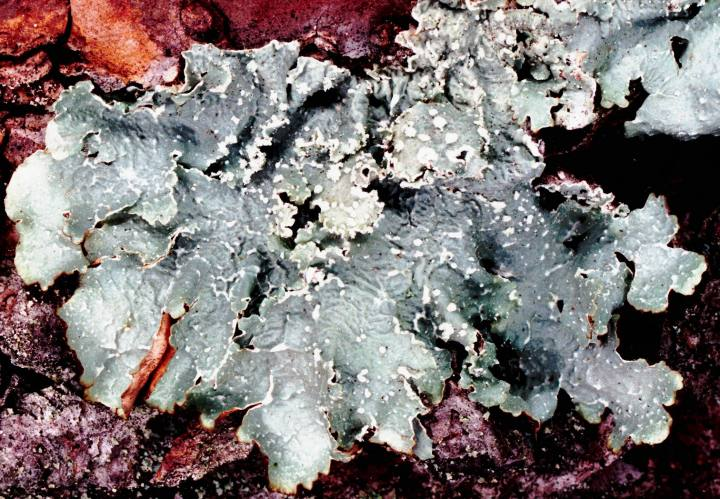
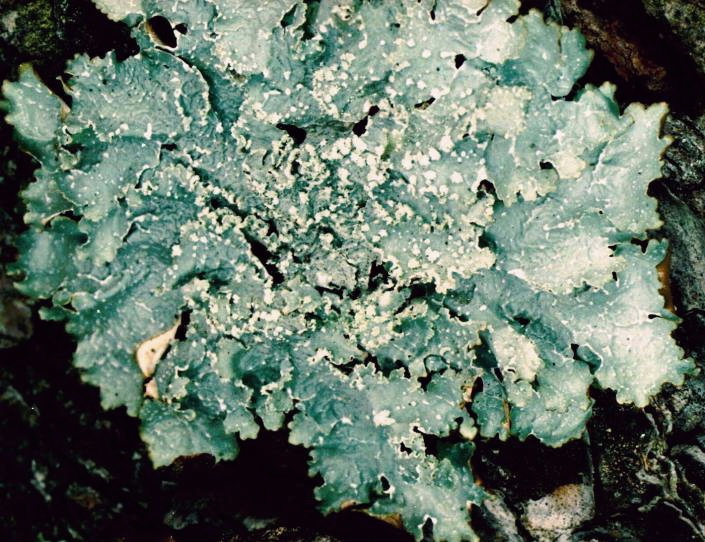
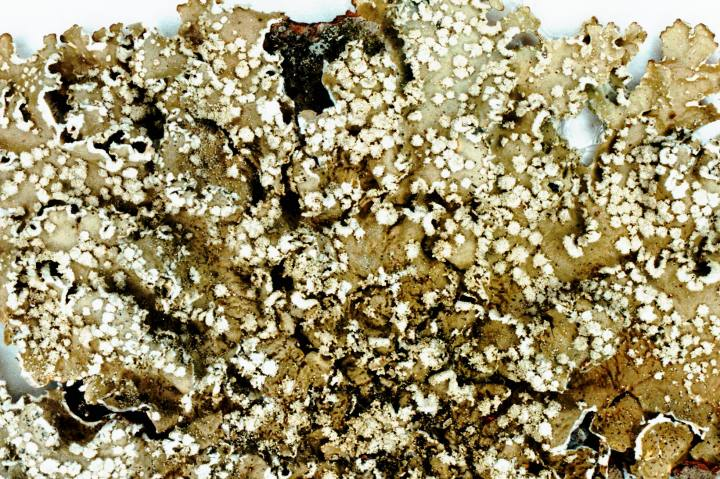
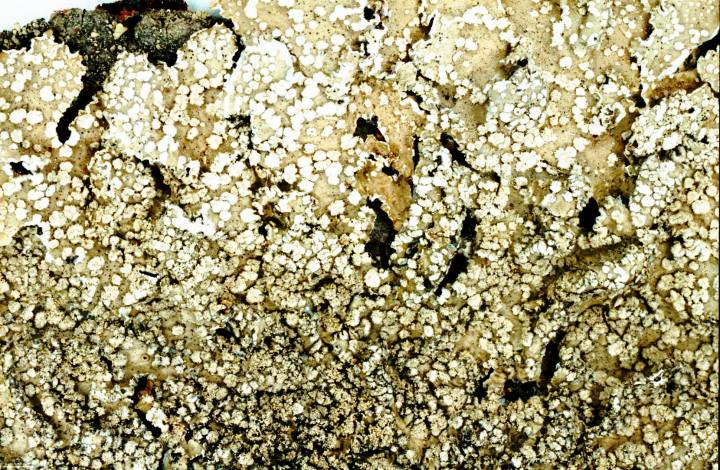
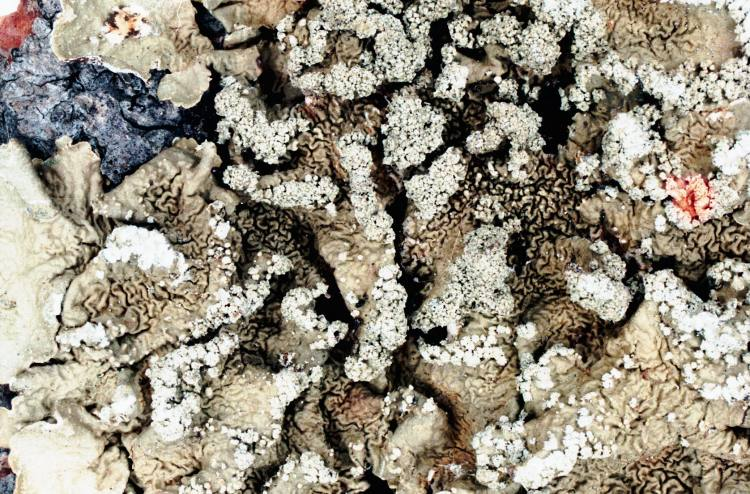